# Andrius Kubilius
Andrius Kubilius (Vilnius, 8 december 1956) was van 3 november 1999 tot 26 oktober 2000 en van 9 december 2008 tot 13 december 2012 premier van Litouwen.
Kubilius was tot de parlementsverkiezingen van oktober 2016 leider van de conservatieve partij Tėvynės Sąjunga.

## Biografie
Kubilius volgde de 22e middelbare school in Vilnius. Na hier zijn diploma te hebben behaald, ging hij natuurkunde studeren aan de Universiteit van Vilnius, waar hij in 1979 afstudeerde en tot 1984 zijn academische carrière voortzette.
Kubilius’ politieke carrière begon toen hij lid werd van de Sąjūdis; de politieke beweging die zich inzette voor de onafhankelijkheid van Litouwen. Nadat de Sovjet-Unie uiteen viel en Litouwen zijn onafhankelijkheid herwon, werd Kubilius verkozen tot lid van de Seimas (het Litouwse parlement). Sindsdien is hij actief gebleven binnen de Litouwse politiek, eerst bij Sąjūdis. In 1993 werd hij medeoprichter van de Tėvynės Sąjunga.
Op 28 oktober 2008 leidde Kubilius zijn partij in de verkiezingen. De partij versloeg de sociaaldemocraten en maakte Kubilius tot voornaamste kandidaat voor de positie van premier. Op 27 november 2008 werd Kubilius officieel benoemd tot premier van Litouwen, met 89 stemmen voor en 27 tegen. Hij was de eerste Litouwse premier sinds het herstel van de onafhankelijkheid die zijn volledige termijn uitzat. Bij de verkiezingen van 2012 werden de sociaaldemocraten weer de grootste partij en volgde hun leider Algirdas Butkevičius Kubilius op.
In 2019 ging Kubilius naar Brussel, waar vijf jaar lid was van het Europees Parlement. Op 27 november 2024 werd hij geïnstalleerd als EU-commissaris voor Defensie en ruimtevaart.
Kubilius spreekt behalve Litouws ook Russisch en Engels. Hij is getrouwd met violiste Rasa Kubilienė. Samen hebben ze twee zonen.